# Leptothecata
Leptothecata è un ordine di Hydrozoa. Queste meduse sono dette anche tecati per via della caratteristica teca: si tratta di un involucro (o guscio) nel quale il polipo si ritrae.

## Famiglie
- famiglia Aequoreidae Eschscholtz, 1829
- famiglia Aglaopheniidae Marktanner-Turneretscher, 1890
- famiglia Barcinidae Gili, Bouillon, Pagès, Palanques & Puig, 1999
- famiglia Blackfordiidae Bouillon, 1984
- famiglia Bonneviellidae Broch, 1909
- famiglia Campanulariidae Johnston, 1836
- famiglia Campanulinidae Hincks, 1868
- famiglia Cirrholoveniidae Bouillon, 1984
- famiglia Clathrozoidae Stechow, 1921
- famiglia Dipleurosomatidae Boeck, 1866
- famiglia Eirenidae Haeckel, 1879
- famiglia Haleciidae Hincks, 1868
- famiglia Halopterididae Millard, 1962
- famiglia Hebellidae Fraser, 1912
- famiglia Kirchenpaueriidae Stechow, 1921
- famiglia Lafoeidae Hincks, 1868
- famiglia Laodiceidae Agassiz, 1862
- famiglia Lineolariidae Allman, 1864
- famiglia Lovenellidae Russell, 1953
- famiglia Malagazziidae Bouillon, 1984
- famiglia Melicertidae Agassiz, 1862
- famiglia Mitrocomidae Haeckel, 1879
- famiglia Octocannoididae Bouillon, Boero & Seghers, 1991
- famiglia Orchistomatidae Bouillon, 1984
- famiglia Palaequoreidae Adler & Roeper, 2012 †
- famiglia Phialellidae Russell, 1953
- famiglia Phialuciidae Kramp, 1955
- famiglia Plumulariidae Agassiz, 1862
- famiglia Sertulariidae Lamouroux, 1812
- famiglia Sugiuridae Bouillon, 1984
- famiglia Syntheciidae Marktanner-Turneretscher, 1890
- famiglia Teclaiidae Bouillon, Pagès, Gili, Palanques, Puig & Heussner, 2000
- famiglia Thyroscyphidae Stechow, 1920
- famiglia Tiarannidae Russell, 1940
- famiglia Tiaropsidae Boero, Bouillon & Danovaro, 1987
- Leptothecata incertae sedis

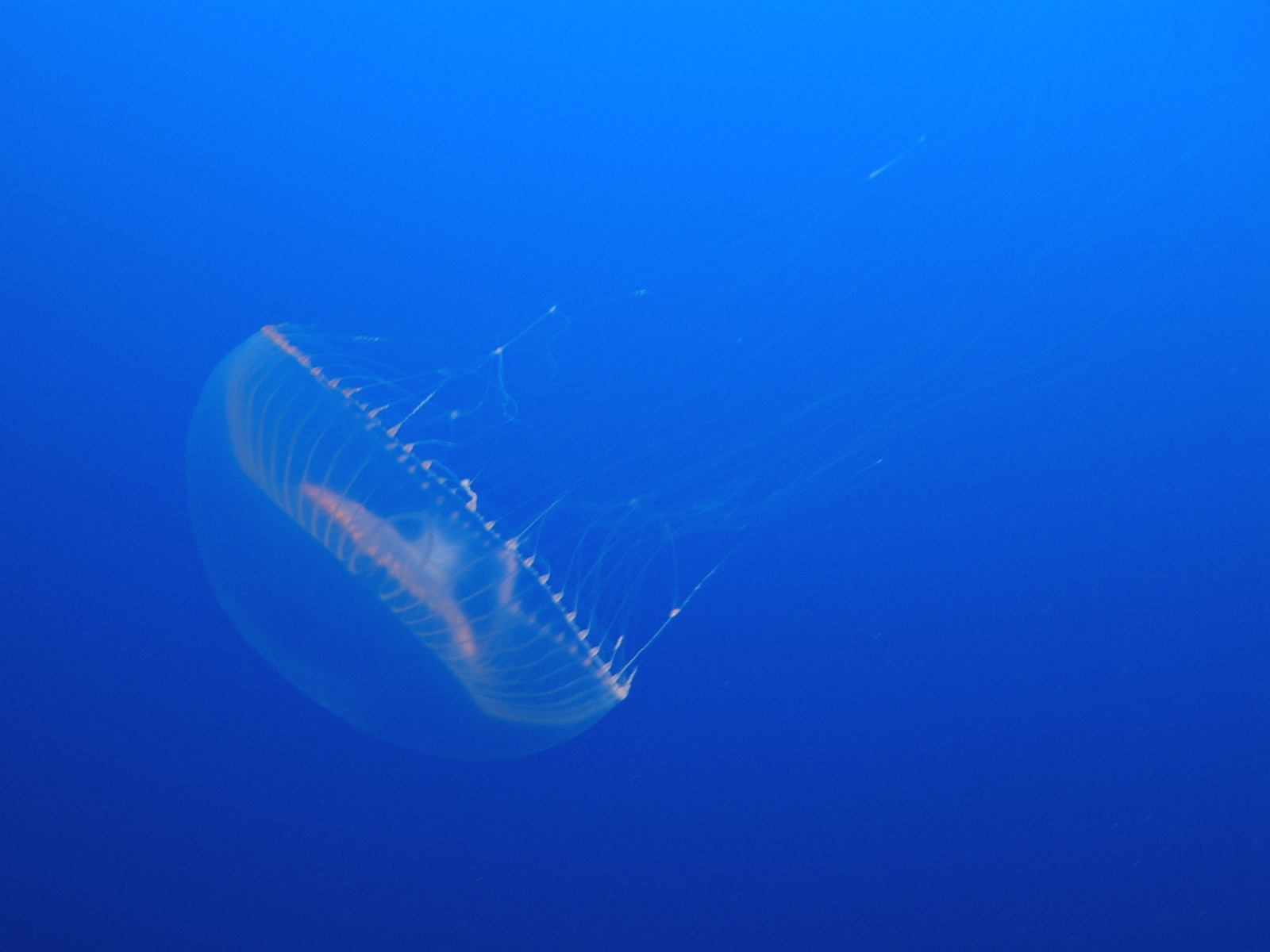
Aequorea victoria (Aequoreidae)
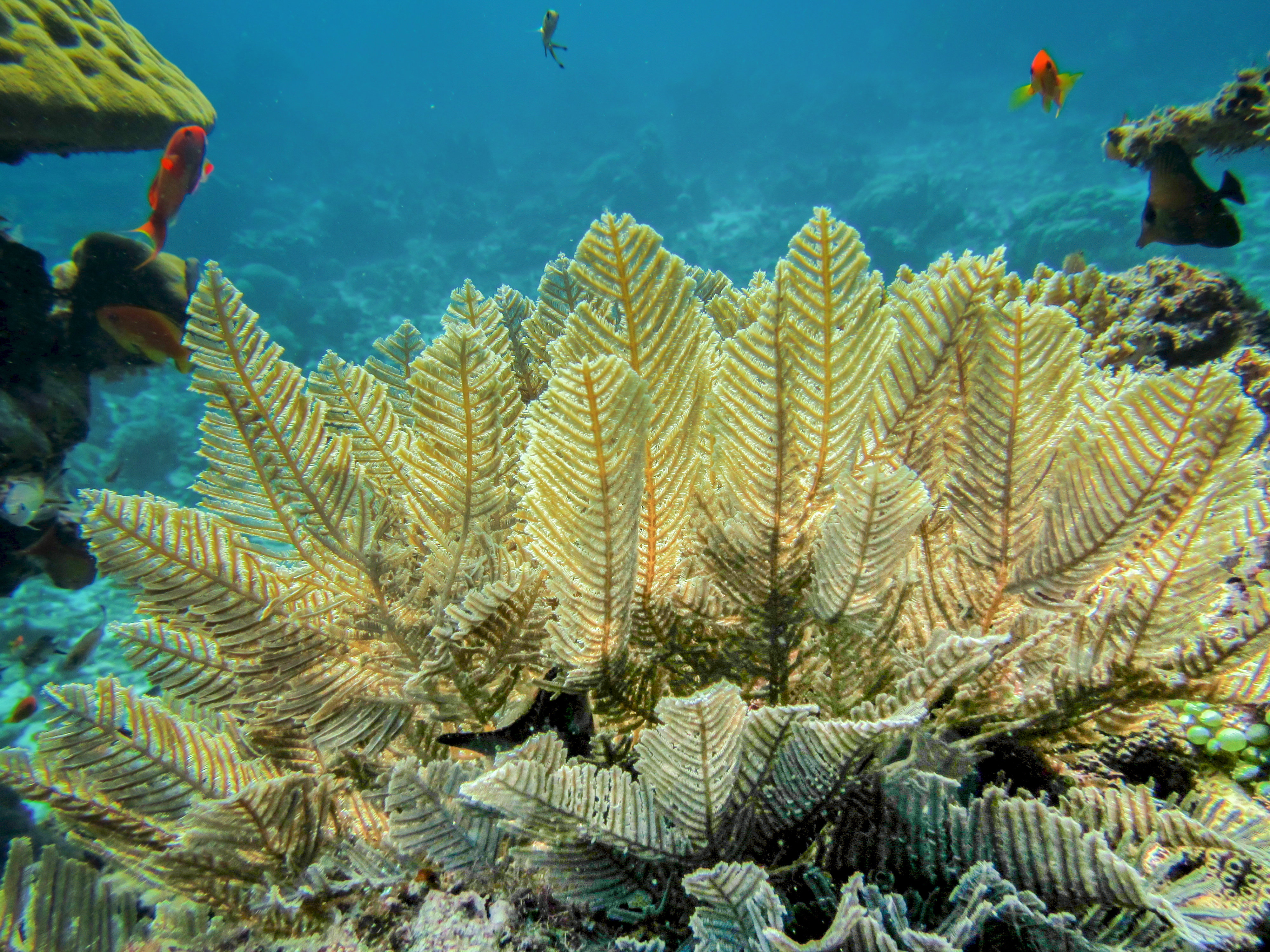
Aglaophenia cupressina (Aglaopheniidae)
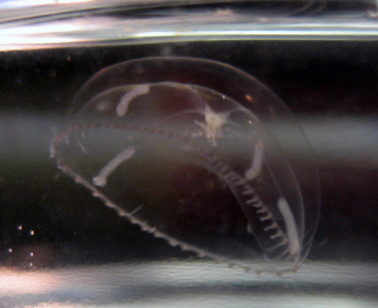
Clytia gregaria (Campanulariidae)
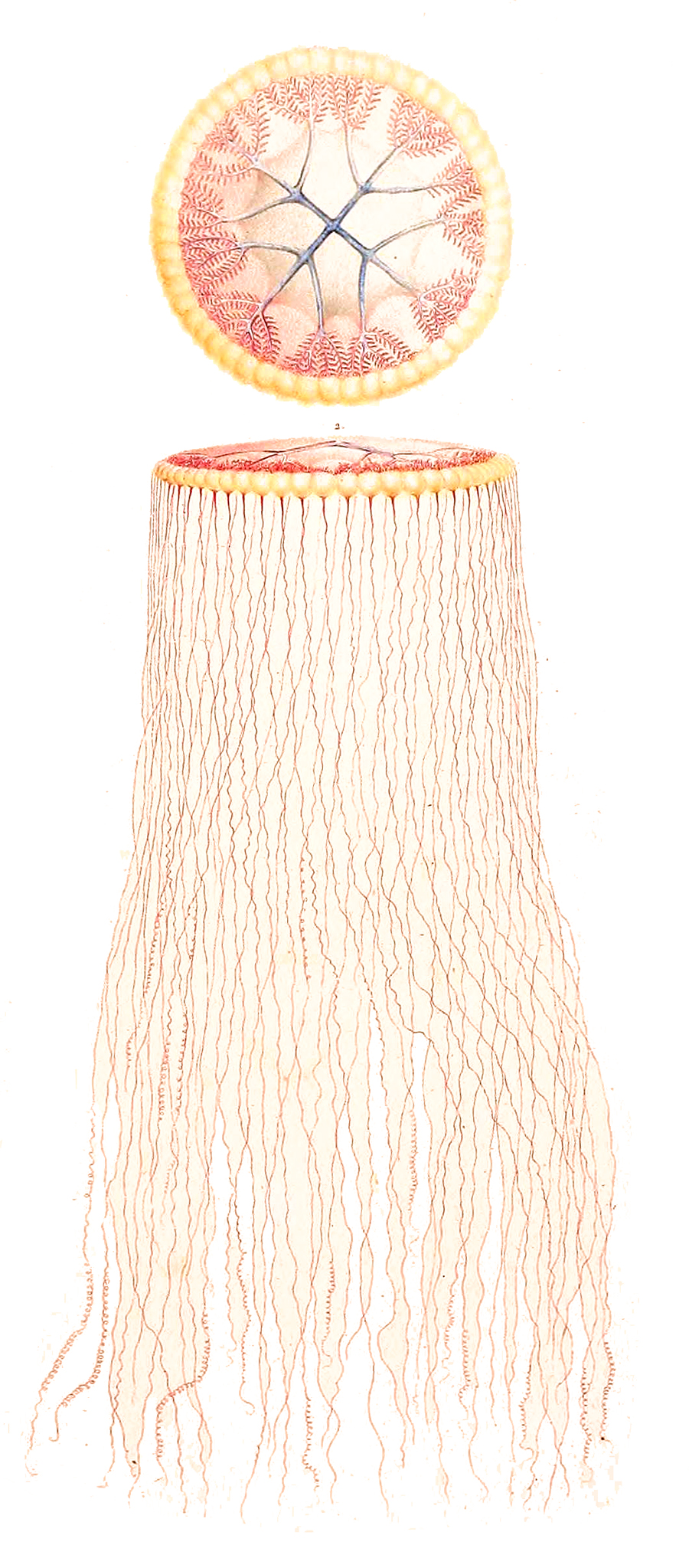
Cuvieria carisochroma (Dipleurosomatidae)
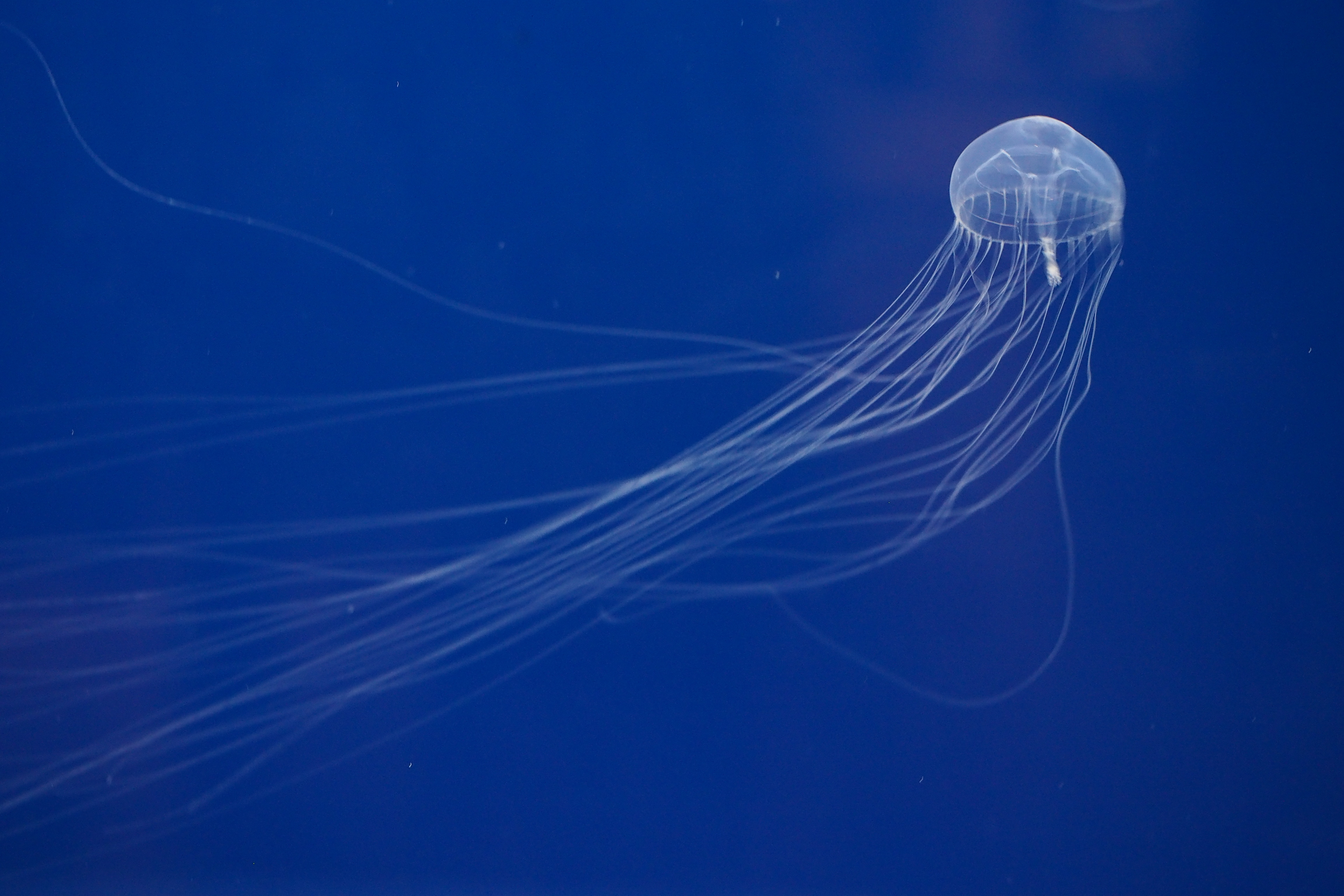
Tima formosa (Eirenidae)
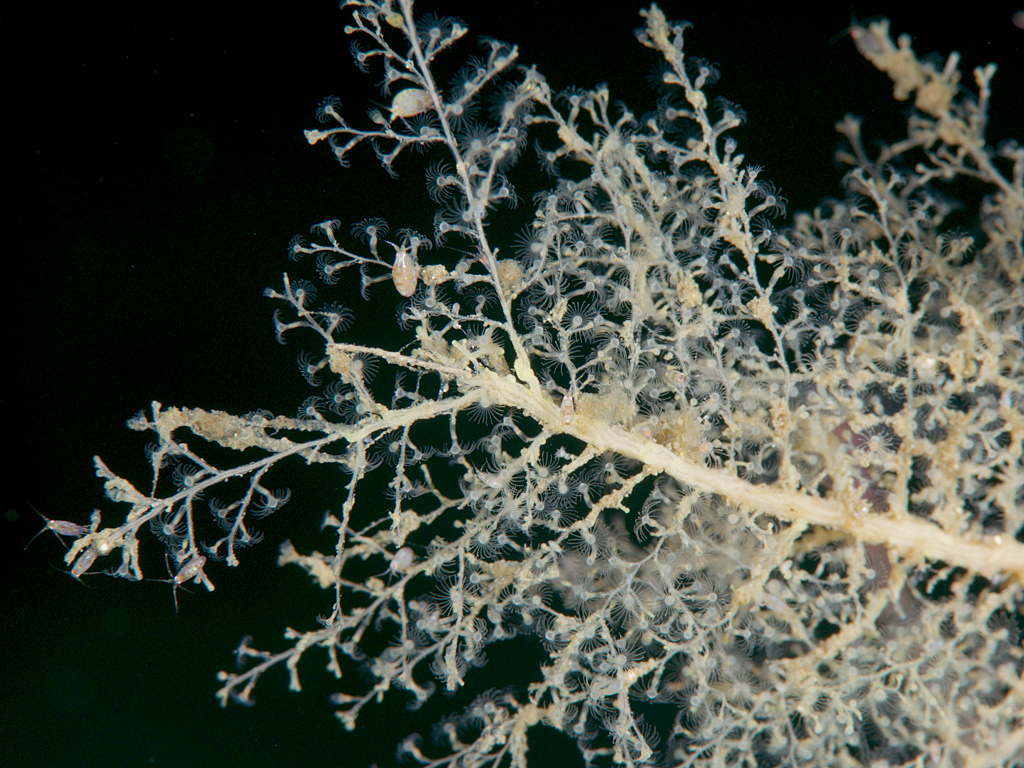
Halecium muricatum (Haleciidae)
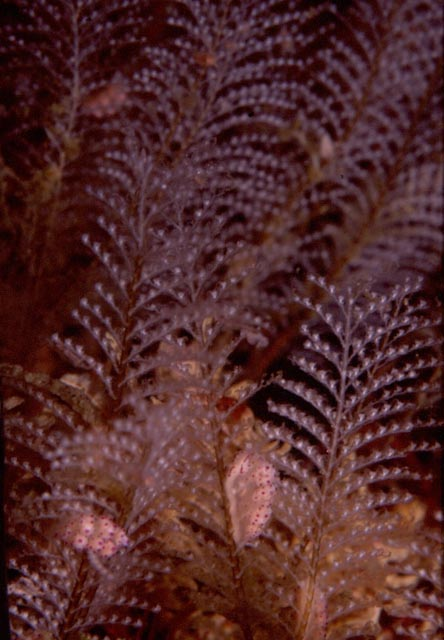
Gattya humilis (Halopterididae)
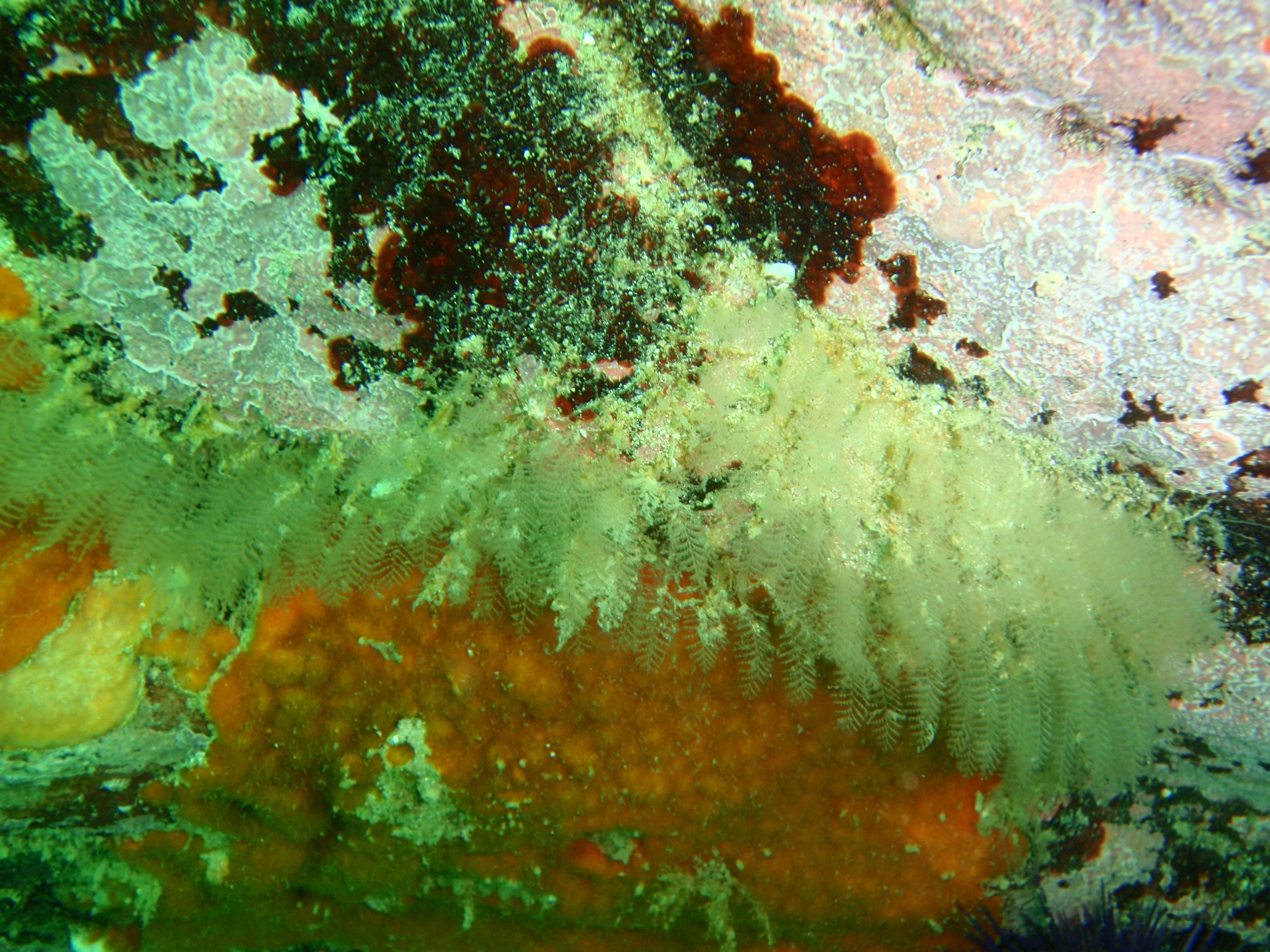
Pycnotheca mirabilis (Kirchenpaueriidae)
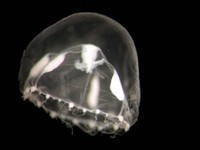
Phialella zappai (Phialellidae)
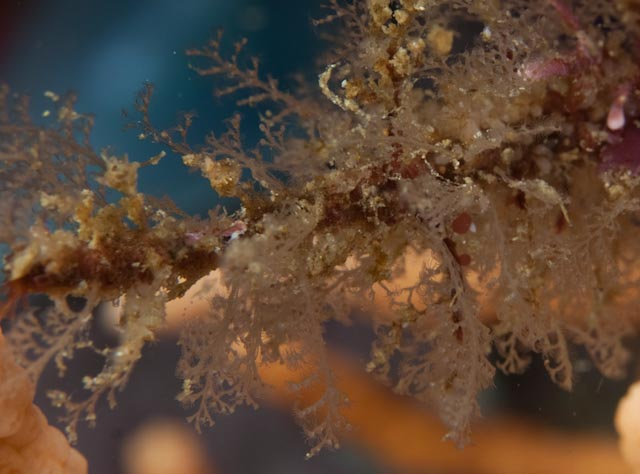
Plumularia setacea (Plumulariidae)
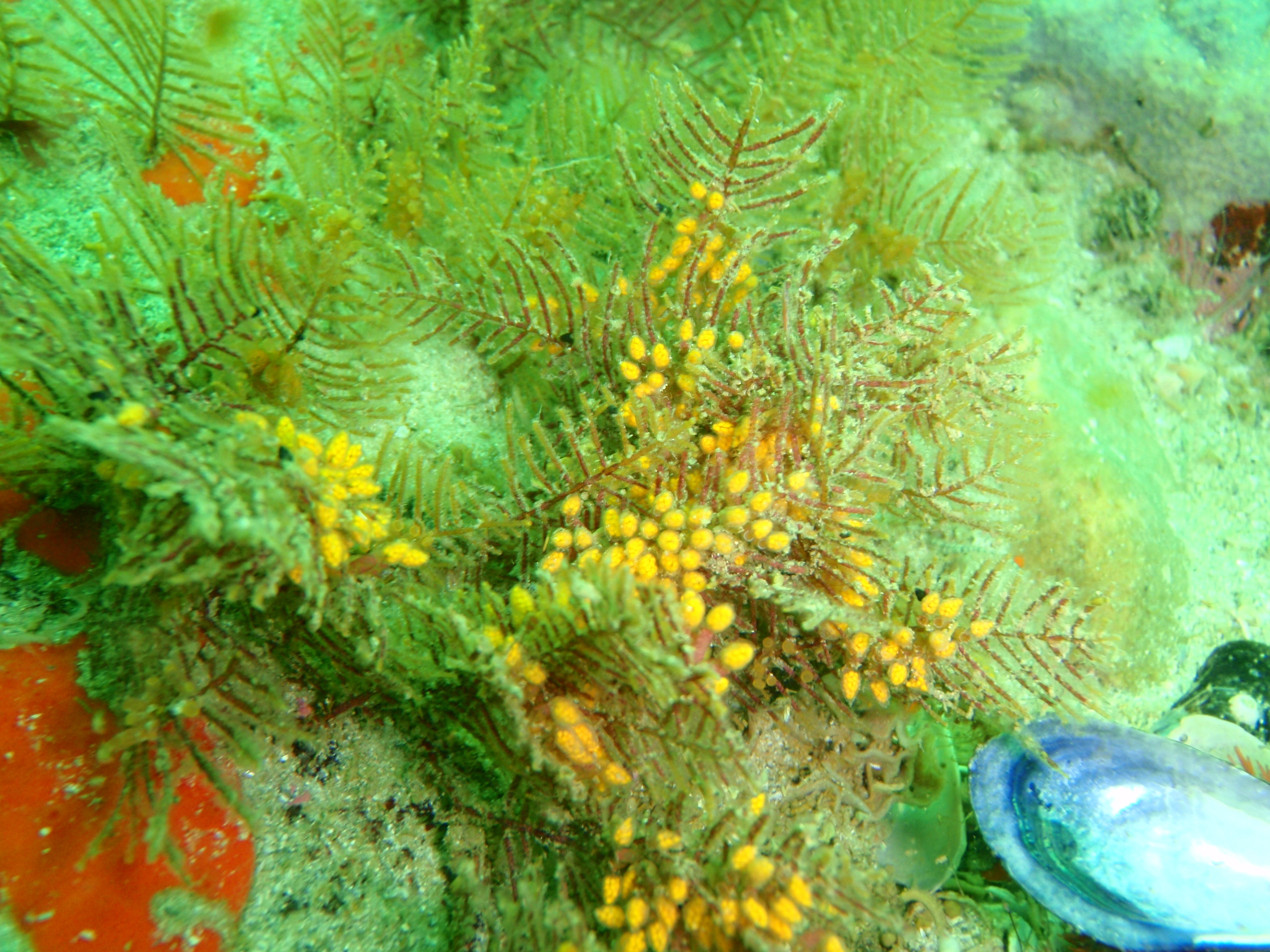
Thuiaria articulata (Sertulariidae)